# Dallas (Fernsehserie, 1978)/Episodenliste
Diese Episodenliste enthält alle Episoden der US-amerikanischen Fernsehserie Dallas, sortiert nach der US-amerikanischen Erstausstrahlung.

## Übersicht
| Staffel      | Episodenanzahl | Erstausstrahlung USA | Erstausstrahlung USA | Deutschsprachige Erstausstrahlung | Deutschsprachige Erstausstrahlung |
| Staffel      | Episodenanzahl | Staffelpremiere      | Staffelfinale        | Staffelpremiere                   | Staffelfinale                     |
| ------------ | -------------- | -------------------- | -------------------- | --------------------------------- | --------------------------------- |
| 1            | 5              | 2. April 1978        | 30. April 1978       | 30. Juni 1981                     | 21. Juli 1981                     |
| 2            | 24             | 23. September 1978   | 30. März 1979        | 28. Juli 1981                     | 8. Dezember 1981                  |
| 3            | 25             | 21. September 1979   | 21. März 1980        | 15. Dezember 1981                 | 18. Mai 1982                      |
| 4            | 23             | 7. November 1980     | 1. Mai 1981          | 25. Mai 1982                      | 26. Oktober 1982                  |
| 5            | 26             | 9. Oktober 1981      | 9. April 1982        | 2. November 1982                  | 4. Oktober 1983                   |
| 6            | 28             | 1. Oktober 1982      | 6. Mai 1983          | 11. Oktober 1983                  | 24. April 1984                    |
| 7            | 30             | 30. September 1983   | 18. Mai 1984         | 8. Mai 1984                       | 4. Dezember 1984                  |
| 8            | 30             | 28. September 1984   | 17. Mai 1985         | 24. September 1985                | 29. April 1986                    |
| 9            | 31             | 27. September 1985   | 16. Mai 1986         | 6. Mai 1986                       | 2. Dezember 1986                  |
| 10           | 29             | 26. September 1986   | 15. Mai 1987         | 26. Mai 1987                      | 8. Dezember 1987                  |
| 11           | 30             | 25. September 1987   | 13. Mai 1988         | 27. September 1988                | 11. April 1989                    |
| 12           | 26             | 28. Oktober 1988     | 19. Mai 1989         | 18. April 1989                    | 17. Oktober 1989                  |
| 13           | 27             | 22. September 1989   | 11. Mai 1990         | 9. Oktober 1990                   | 23. April 1991                    |
| 14           | 23             | 2. November 1990     | 3. Mai 1991          | 30. April 1991                    | 27. September 1991                |
| Fernsehfilme | 3              | 23. März 1986        | 24. April 1998       | 15. März 1987                     | 15. Februar 2002                  |

## Staffel 1
Die Erstausstrahlung der ersten Staffel war vom 2. bis zum 30. April 1978 auf dem US-amerikanischen Sender CBS zu sehen. Die deutschsprachige Erstausstrahlung sendete der deutsche Free-TV-Sender Das Erste vom 30. Juni bis zum 21. Juli 1981, jedoch unter Auslassung der vierten Folge. Diese vierte Episode wurde dann erstmals am 18. März 2011 vom deutschen Pay-TV-Sender Passion mit deutschen Untertiteln ausgestrahlt.
| Nr. (ges.) | Nr. (St.) | Deutscher Titel  | Originaltitel      | Erstausstrahlung USA | Deutschsprachige Erstausstrahlung (D) | Regie           | Drehbuch             |
| ---------- | --------- | ---------------- | ------------------ | -------------------- | ------------------------------------- | --------------- | -------------------- |
| 1          | 1         | Die Familie      | Digger’s Daughter  | 2. Apr. 1978         | 30. Juni 1981                         | Robert Day      | David Jacobs         |
| 2          | 2         | Die Lektion      | The Lesson         | 9. Apr. 1978         | 7. Juli 1981                          | Irving J. Moore | Virginia Aldrige     |
| 3          | 3         | Spionin im Haus  | Spy in the House   | 16. Apr. 1978        | 14. Juli 1981                         | Robert Day      | Arthur Bernard Lewis |
| 4          | 4         | Ketten aus Rache | Winds of Vengeance | 23. Apr. 1978        | 18. März 2011                         | Irving J. Moore | Camille Marchetta    |
| 5          | 5         | Das Fest         | Barbecue           | 30. Apr. 1978        | 21. Juli 1981                         | Robert Day      | David Jacobs         |

## Staffel 2
Die Erstausstrahlung der zweiten Staffel war vom 23. September 1978 bis zum 30. März 1979 auf dem US-amerikanischen Sender CBS zu sehen. Die deutschsprachige Erstausstrahlung sendete der deutsche Free-TV-Sender Das Erste vom 28. Juli bis zum 8. Dezember 1981. Die Folgen 7, 13, 14 und 21 der Staffel wurden erstmals zwischen März und April 2011 vom deutschen Pay-TV-Sender Passion mit deutschen Untertiteln ausgestrahlt.
| Nr. (ges.) | Nr. (St.) | Deutscher Titel           | Originaltitel          | Erstausstrahlung USA | Deutschsprachige Erstausstrahlung (D) | Regie               | Drehbuch                         |
| ---------- | --------- | ------------------------- | ---------------------- | -------------------- | ------------------------------------- | ------------------- | -------------------------------- |
| 6          | 1         | Familientreffen – Teil 1  | Reunion, Part 1        | 23. Sep. 1978        | 28. Juli 1981                         | Irving J. Moore     | David Jacobs                     |
| 7          | 2         | Familientreffen – Teil 2  | Reunion, Part 2        | 30. Sep. 1978        | 4. Aug. 1981                          | Irving J. Moore     | David Jacobs                     |
| 8          | 3         | Alte Freundschaft         | Old Acquaintance       | 7. Okt. 1978         | 11. Aug. 1981                         | Alex March          | Camille Marchetta                |
| 9          | 4         | Die Herzoperation         | Bypass                 | 14. Okt. 1978        | 18. Aug. 1981                         | Corey Allen         | Arthur Bernard Lewis             |
| 10         | 5         | Der Preis für ein Baby    | Black Market Baby      | 15. Okt. 1978        | 25. Aug. 1981                         | Lawrence Dobkin     | Darlene Craviotto                |
| 11         | 6         | Ein Fall von Bigamie?     | Double Wedding         | 21. Okt. 1978        | 1. Sep. 1981                          | Paul Stanley        | Jim Inman & Arthur Bernard Lewis |
| 12         | 7         | Die entführte Ausreißerin | Runaway                | 28. Okt. 1978        | 30. März 2011                         | Barry Crane         | Worley Thorne                    |
| 13         | 8         | Die Wahl                  | Election               | 5. Nov. 1978         | 8. Sep. 1981                          | Barry Crane         | Rena Down                        |
| 14         | 9         | Der Flugzeugabsturz       | Survival               | 12. Nov. 1978        | 15. Sep. 1981                         | Irving J. Moore     | D. C. Fontana & Richard Fontana  |
| 15         | 10        | Die Affäre                | Act of Love            | 19. Nov. 1978        | 22. Sep. 1981                         | Corey Allen         | Leonard Katzman                  |
| 16         | 11        | Dreieck                   | Triangle               | 26. Nov. 1978        | 29. Sep. 1981                         | Vincent McEveety    | Camille Marchetta                |
| 17         | 12        | Das Idol                  | Fallen Idol            | 3. Dez. 1978         | 6. Okt. 1981                          | Vincent McEveety    | Arthur Bernard Lewis             |
| 18         | 13        | Der falsche Bruder        | Kidnapped              | 17. Dez. 1978        | 7. Apr. 2011                          | Lawrence Dobkin     | Camille Marchetta                |
| 19         | 14        | Gekommen, um zu gehen     | Home Again             | 7. Jan. 1979         | 8. Apr. 2011                          | Don McDougall       | Arthur Bernard Lewis             |
| 20         | 15        | Die Krise                 | For Love of Money      | 14. Jan. 1979        | 13. Okt. 1981                         | Irving J. Moore     | Leonard Katzman                  |
| 21         | 16        | Jocks Romanze             | Julie’s Return         | 26. Jan. 1979        | 20. Okt. 1981                         | Leslie H. Martinson | Rena Down                        |
| 22         | 17        | Der Sturz – Teil 1        | The Red File, Part 1   | 2. Feb. 1979         | 27. Okt. 1981                         | Leonard Katzman     | Arthur Bernard Lewis             |
| 23         | 18        | Der Sturz – Teil 2        | The Red File, Part 2   | 9. Feb. 1979         | 3. Nov. 1981                          | Leonard Katzman     | Arthur Bernard Lewis             |
| 24         | 19        | Sue Ellens Schwester      | Sue Ellen’s Sister     | 16. Feb. 1979        | 10. Nov. 1981                         | Irving J. Moore     | Camille Marchetta                |
| 25         | 20        | Call Girl                 | Call Girl              | 23. Feb. 1979        | 17. Nov. 1981                         | Leslie H. Martinson | Rena Down                        |
| 26         | 21        | Halbromantisch            | Royal Marriage         | 9. März 1979         | 19. Apr. 2011                         | Gunnar Hellstrom    | Camille Marchetta                |
| 27         | 22        | Außenseiter               | The Outsiders          | 16. März 1979        | 24. Nov. 1981                         | Dennis Donnelly     | Leonard Katzman                  |
| 28         | 23        | Der Stammhalter – Teil 1  | John Ewing III, Part 1 | 23. März 1979        | 1. Dez. 1981                          | Leonard Katzman     | Camille Marchetta                |
| 29         | 24        | Der Stammhalter – Teil 2  | John Ewing III, Part 2 | 30. März 1979        | 8. Dez. 1981                          | Leonard Katzman     | Arthur Bernard Lewis             |

## Staffel 3
Die Erstausstrahlung der dritten Staffel war vom 21. September 1979 bis zum 21. März 1980 auf dem US-amerikanischen Sender CBS zu sehen. Die deutschsprachige Erstausstrahlung sendete der deutsche Free-TV-Sender Das Erste vom 15. Dezember 1981 bis zum 18. Mai 1982. Die Folgen 6 und 14 der Staffel wurden erstmals im Mai 2011 vom deutschen Pay-TV-Sender Passion mit deutschen Untertiteln ausgestrahlt.
| Nr. (ges.) | Nr. (St.) | Deutscher Titel                     | Originaltitel                           | Erstausstrahlung USA | Deutschsprachige Erstausstrahlung (D) | Regie               | Drehbuch                                    |
| ---------- | --------- | ----------------------------------- | --------------------------------------- | -------------------- | ------------------------------------- | ------------------- | ------------------------------------------- |
| 30         | 1         | Gefahr für Sue Ellens Baby – Teil 1 | Whatever Happened to Baby John?, Part 1 | 21. Sep. 1979        | 15. Dez. 1981                         | Leonard Katzman     | Camille Marchetta                           |
| 31         | 2         | Gefahr für Sue Ellens Baby – Teil 2 | Whatever Happened to Baby John?, Part 2 | 28. Sep. 1979        | 22. Dez. 1981                         | Leonard Katzman     | Camille Marchetta                           |
| 32         | 3         | Tödliche Bedrohung                  | The Silent Killer                       | 5. Okt. 1979         | 29. Dez. 1981                         | Irving J. Moore     | Arthur Bernard Lewis                        |
| 33         | 4         | Geheimnisse                         | Secrets                                 | 12. Okt. 1979        | 5. Jan. 1982                          | Leonard Katzman     | Arthur Bernard Lewis                        |
| 34         | 5         | Zukunftspläne                       | The Kristin Affair                      | 19. Okt. 1979        | 12. Jan. 1982                         | Irving J. Moore     | Worley Thorne                               |
| 35         | 6         | Jagd auf Ewings                     | The Dove Hunt                           | 26. Okt. 1979        | 3. Mai 2011                           | Leonard Katzman     | D. C. Fontana & Richard Fontana             |
| 36         | 7         | Der Unfall                          | The Lost Child                          | 2. Nov. 1979         | 19. Jan. 1982                         | Irving J. Moore     | Rena Down                                   |
| 37         | 8         | Rodeo                               | Rodeo                                   | 9. Nov. 1979         | 26. Jan. 1982                         | Leonard Katzman     | Camille Marchetta                           |
| 38         | 9         | Angst um Miss Ellie – Teil 1        | Mastectomy, Part 1                      | 16. Nov. 1979        | 2. Feb. 1982                          | Irving J. Moore     | Arthur Bernard Lewis                        |
| 39         | 10        | Angst um Miss Ellie – Teil 2        | Mastectomy, Part 2                      | 16. Nov. 1979        | 9. Feb. 1982                          | Irving J. Moore     | Arthur Bernard Lewis                        |
| 40         | 11        | Das Komplott                        | The Heiress                             | 23. Nov. 1979        | 16. Feb. 1982                         | Leslie H. Martinson | Loraine Despres                             |
| 41         | 12        | Entscheidung                        | Ellie Saves the Day                     | 30. Nov. 1979        | 23. Feb. 1982                         | Gunnar Hellstrom    | David Michael Jacobs & Arthur Bernard Lewis |
| 42         | 13        | Gefühle einer Mutter                | Mother of the Year                      | 14. Dez. 1979        | 2. März 1982                          | Larry Hagman        | Rena Down                                   |
| 43         | 14        | Flucht unter die Sonne Kaliforniens | Return Engagements                      | 20. Dez. 1979        | 13. Mai 2011                          | Gunnar Hellstrom    | David Jacobs                                |
| 44         | 15        | Liebe und Ehe                       | Love and Marriage                       | 28. Dez. 1979        | 9. März 1982                          | Alexander Singer    | Leonard Katzman                             |
| 45         | 16        | Die Erbin                           | Power Play                              | 4. Jan. 1980         | 16. März 1982                         | Leslie H. Martinson | Jeff Young                                  |
| 46         | 17        | Vaterschaftsklage                   | Paternity Suit                          | 11. Jan. 1980        | 23. März 1982                         | Harry Harris        | Loraine Despres                             |
| 47         | 18        | Alte Liebe, neue Liebe              | Jenna’s Return                          | 18. Jan. 1980        | 30. März 1982                         | Irving J. Moore     | Camille Marchetta                           |
| 48         | 19        | Die Zerreißprobe                    | Sue Ellen’s Choice                      | 1. Feb. 1980         | 6. Apr. 1982                          | Leonard Katzman     | Camille Marchetta                           |
| 49         | 20        | Gewissensprüfung                    | Second Thoughts                         | 8. Feb. 1980         | 13. Apr. 1982                         | Irving J. Moore     | Linda B. Elstad                             |
| 50         | 21        | Scheidung nach Art des Hauses       | Divorce – Ewing Style                   | 15. Feb. 1980        | 20. Apr. 1982                         | Leonard Katzman     | Leonard Katzman                             |
| 51         | 22        | Die Mordanklage – Teil 1            | Jock’s Trial, Part 1                    | 22. Feb. 1980        | 27. Apr. 1982                         | Irving J. Moore     | Arthur Bernard Lewis                        |
| 52         | 23        | Die Mordanklage – Teil 2            | Jock’s Trial, Part 2                    | 29. Feb. 1980        | 4. Mai 1982                           | Irving J. Moore     | Arthur Bernard Lewis                        |
| 53         | 24        | Der große Bluff                     | The Wheeler Dealer                      | 14. März 1980        | 11. Mai 1982                          | Alexander Singer    | Barbara Searles                             |
| 54         | 25        | Abrechnung                          | A House Divided                         | 21. März 1980        | 18. Mai 1982                          | Irving J. Moore     | Rena Down                                   |

## Staffel 4
Die Erstausstrahlung der vierten Staffel war vom 7. November 1980 bis zum 1. Mai 1981 auf dem US-amerikanischen Sender CBS zu sehen. Die deutschsprachige Erstausstrahlung sendete der deutsche Free-TV-Sender Das Erste vom 25. Mai bis zum 26. Oktober 1982.
| Nr. (ges.) | Nr. (St.) | Deutscher Titel                         | Originaltitel                   | Erstausstrahlung USA | Deutschsprachige Erstausstrahlung (D) | Regie            | Drehbuch             |
| ---------- | --------- | --------------------------------------- | ------------------------------- | -------------------- | ------------------------------------- | ---------------- | -------------------- |
| 55         | 1         | Auf Messers Schneide – Teil 1           | No More Mister Nice Guy, Part 1 | 7. Nov. 1980         | 25. Mai 1982                          | Leonard Katzman  | Arthur Bernard Lewis |
| 56         | 2         | Auf Messers Schneide – Teil 2           | No More Mister Nice Guy, Part 2 | 9. Nov. 1980         | 1. Juni 1982                          | Leonard Katzman  | Arthur Bernard Lewis |
| 57         | 3         | Alpträume                               | Nightmare                       | 14. Nov. 1980        | 8. Juni 1982                          | Irving J. Moore  | Linda B. Elstad      |
| 58         | 4         | Wer hat auf J.R. geschossen?            | Who Done It                     | 21. Nov. 1980        | 15. Juni 1982                         | Leonard Katzman  | Loraine Despres      |
| 59         | 5         | Kampf um die Macht                      | Taste of Success                | 28. Nov. 1980        | 22. Juni 1982                         | Leonard Katzman  | Robert J. Shaw       |
| 60         | 6         | Öl aus Venezuela                        | The Venezuelan Connection       | 5. Dez. 1980         | 29. Juni 1982                         | Leonard Katzman  | Leah Markus          |
| 61         | 7         | Der vierte Sohn                         | The Fourth Son                  | 12. Dez. 1980        | 6. Juli 1982                          | Irving J. Moore  | Howard Lakin         |
| 62         | 8         | Explosion                               | Trouble at Ewing 23             | 19. Dez. 1980        | 13. Juli 1982                         | Leonard Katzman  | Louie Elias          |
| 63         | 9         | Mutterliebe                             | The Prodigal Mother             | 2. Jan. 1981         | 20. Juli 1982                         | Irving J. Moore  | David Paulsen        |
| 64         | 10        | Das 10-Millionen-Dollar-Missverständnis | Executive Wife                  | 9. Jan. 1981         | 27. Juli 1982                         | Leonard Katzman  | Rena Down            |
| 65         | 11        | Ende des Wegs – Teil 1                  | End of the Road, Part 1         | 16. Jan. 1981        | 3. Aug. 1982                          | Irving J. Moore  | Leonard Katzman      |
| 66         | 12        | Ende des Wegs – Teil 2                  | End of the Road, Part 2         | 23. Jan. 1981        | 10. Aug. 1982                         | Irving J. Moore  | Leonard Katzman      |
| 67         | 13        | Aufbruch                                | Making of a President           | 30. Jan. 1981        | 17. Aug. 1982                         | Gunnar Hellstrom | Arthur Bernard Lewis |
| 68         | 14        | Veränderungen                           | Start the Revolution with Me    | 6. Feb. 1981         | 24. Aug. 1982                         | Larry Hagman     | Rena Down            |
| 69         | 15        | Verfolgung                              | The Quest                       | 13. Feb. 1981        | 31. Aug. 1982                         | Gunnar Hellstrom | Robert J. Shaw       |
| 70         | 16        | Enthüllungen                            | Lover, Come Back                | 20. Feb. 1981        | 7. Sep. 1982                          | Irving J. Moore  | Leonard Katzman      |
| 71         | 17        | Die neue Mrs. Ewing                     | The New Mrs. Ewing              | 27. Feb. 1981        | 14. Sep. 1982                         | Patrick Duffy    | Linda B. Elstad      |
| 72         | 18        | Das Zeichen Kains                       | Mark of Cain                    | 13. März 1981        | 21. Sep. 1982                         | Larry Hagman     | Leah Markus          |
| 73         | 19        | Der Sturm zieht auf                     | The Gathering Storm             | 27. März 1981        | 28. Sep. 1982                         | Michael Preece   | Robert J. Shaw       |
| 74         | 20        | Ewing gegen Ewing                       | Ewing Vs. Ewing                 | 3. Apr. 1981         | 5. Okt. 1982                          | Irving J. Moore  | Leah Markus          |
| 75         | 21        | Neuer Anfang                            | New Beginnings                  | 10. Apr. 1981        | 12. Okt. 1982                         | Irving J. Moore  | Arthur Bernard Lewis |
| 76         | 22        | Der Kreis schließt sich                 | Full Circle                     | 17. Apr. 1981        | 19. Okt. 1982                         | Michael Preece   | Arthur Bernard Lewis |
| 77         | 23        | Anklage                                 | Ewing-Gate                      | 1. Mai 1981          | 26. Okt. 1982                         | Leonard Katzman  | Leonard Katzman      |

## Staffel 5
Die Erstausstrahlung der fünften Staffel war vom 9. Oktober 1981 bis zum 9. April 1982 auf dem US-amerikanischen Sender CBS zu sehen. Die deutschsprachige Erstausstrahlung sendete der deutsche Free-TV-Sender Das Erste vom 2. November 1982 bis zum 4. Oktober 1983.
| Nr. (ges.) | Nr. (St.) | Deutscher Titel           | Originaltitel              | Erstausstrahlung USA | Deutschsprachige Erstausstrahlung (D) | Regie           | Drehbuch             |
| ---------- | --------- | ------------------------- | -------------------------- | -------------------- | ------------------------------------- | --------------- | -------------------- |
| 78         | 1         | Die Tote im Swimmingpool  | Missing Heir               | 9. Okt. 1981         | 2. Nov. 1982                          | Irving J. Moore | Arthur Bernard Lewis |
| 79         | 2         | Kampf um das Kind         | Gone, but Not Forgotten    | 16. Okt. 1981        | 9. Nov. 1982                          | Leonard Katzman | Arthur Bernard Lewis |
| 80         | 3         | Der Trick                 | Showdown at San Angelo     | 23. Okt. 1981        | 23. Nov. 1982                         | Irving J. Moore | Leonard Katzman      |
| 81         | 4         | Vor Gericht               | Little Boy Lost            | 30. Okt. 1981        | 30. Nov. 1982                         | Leonard Katzman | Leonard Katzman      |
| 82         | 5         | Der Zusammenbruch         | The Sweet Smell of Revenge | 6. Nov. 1981         | 7. Dez. 1982                          | Irving J. Moore | Linda B. Elstad      |
| 83         | 6         | Rache ist süß             | The Big Shut Down          | 13. Nov. 1981        | 14. Dez. 1982                         | Leonard Katzman | Arthur Bernard Lewis |
| 84         | 7         | Die Blockade              | Blocked                    | 20. Nov. 1981        | 21. Dez. 1982                         | Irving J. Moore | Arthur Bernard Lewis |
| 85         | 8         | Riskantes Spiel           | The Split                  | 27. Nov. 1981        | 28. Dez. 1982                         | Leonard Katzman | Leonard Katzman      |
| 86         | 9         | Mit dem Rücken zur Wand   | Five Dollars a Barrel      | 4. Dez. 1981         | 4. Jan. 1983                          | Irving J. Moore | Leonard Katzman      |
| 87         | 10        | Engpass                   | Starting Over              | 11. Dez. 1981        | 11. Jan. 1983                         | Leonard Katzman | Leonard Katzman      |
| 88         | 11        | Miss Ellies Stunde        | Waterloo at Southfork      | 18. Dez. 1981        | 18. Jan. 1983                         | Irving J. Moore | Linda B. Elstad      |
| 89         | 12        | Ein Fest für Jock         | Barbecue Two               | 1. Jan. 1982         | 25. Jan. 1983                         | Leonard Katzman | Arthur Bernard Lewis |
| 90         | 13        | Die Suche                 | The Search                 | 8. Jan. 1982         | 1. Feb. 1983                          | Irving J. Moore | Arthur Bernard Lewis |
| 91         | 14        | Offene Wunden             | Denial                     | 15. Jan. 1982        | 8. Feb. 1983                          | Victor French   | Linda B. Elstad      |
| 92         | 15        | Das Oberhaupt der Familie | Head of the Family         | 22. Jan. 1982        | 15. Feb. 1983                         | Patrick Duffy   | Howard Lakin         |
| 93         | 16        | Phönix aus der Asche      | The Phoenix                | 29. Jan. 1982        | 22. Feb. 1983                         | Harry Harris    | David Paulsen        |
| 94         | 17        | Vater und Sohn            | My Father, My Son          | 5. Feb. 1982         | 1. März 1983                          | Larry Hagman    | Will Lorin           |
| 95         | 18        | Ihr Jahrestag             | Anniversary                | 12. Feb. 1982        | 8. März 1983                          | Joseph Manduke  | David Paulsen        |
| 96         | 19        | Adoption                  | Adoption                   | 19. Feb. 1982        | 15. März 1983                         | Larry Hagman    | Howard Lakin         |
| 97         | 20        | Verhärtete Fronten        | The Maelstrom              | 26. Feb. 1982        | 22. März 1983                         | Patrick Duffy   | Will Lorin           |
| 98         | 21        | Der verlorene Sohn        | The Prodigal               | 5. März 1982         | 29. März 1983                         | Michael Preece  | David Paulsen        |
| 99         | 22        | Vergeltung                | Vengeance                  | 12. März 1982        | 5. Apr. 1983                          | Irving J. Moore | Howard Lakin         |
| 100        | 23        | Erpressung                | Blackmail                  | 19. März 1982        | 13. Sep. 1983                         | Michael Preece  | Leonard Katzman      |
| 101        | 24        | Die Untersuchung          | The Investigation          | 26. März 1982        | 20. Sep. 1983                         | Irving J. Moore | Bruce Shelly         |
| 102        | 25        | Abschied                  | Acceptance                 | 2. Apr. 1982         | 27. Sep. 1983                         | Michael Preece  | Will Lorin           |
| 103        | 26        | Der Selbstmordversuch     | Goodbye, Cliff Barnes      | 9. Apr. 1982         | 4. Okt. 1983                          | Irving J. Moore | Arthur Bernard Lewis |

## Staffel 6
Die Erstausstrahlung der sechsten Staffel war vom 1. Oktober 1982 bis zum 6. Mai 1983 auf dem US-amerikanischen Sender CBS zu sehen. Die deutschsprachige Erstausstrahlung sendete der deutsche Free-TV-Sender Das Erste vom 11. Oktober 1983 bis zum 24. April 1984.
| Nr. (ges.) | Nr. (St.) | Deutscher Titel            | Originaltitel                            | Erstausstrahlung USA | Deutschsprachige Erstausstrahlung (D) | Regie              | Drehbuch             |
| ---------- | --------- | -------------------------- | ---------------------------------------- | -------------------- | ------------------------------------- | ------------------ | -------------------- |
| 104        | 1         | Waterloo auf Southfork     | Changing of the Guard                    | 1. Okt. 1982         | 11. Okt. 1983                         | Michael Preece     | Arthur Bernard Lewis |
| 105        | 2         | J.R.s Plan                 | Where There’s a Will                     | 8. Okt. 1982         | 18. Okt. 1983                         | Leonard Katzman    | Leonard Katzman      |
| 106        | 3         | Der letzte Schritt         | Billion Dollar Question                  | 15. Okt. 1982        | 25. Okt. 1983                         | Michael Preece     | Arthur Bernard Lewis |
| 107        | 4         | Der Ball der Ölbarone      | The Big Ball                             | 22. Okt. 1982        | 1. Nov. 1983                          | Leonard Katzman    | Leonard Katzman      |
| 108        | 5         | Jocks Testament            | Jock’s Will                              | 29. Okt. 1982        | 8. Nov. 1983                          | Michael Preece     | David Paulsen        |
| 109        | 6         | Kriegserklärung            | Aftermath                                | 5. Nov. 1982         | 15. Nov. 1983                         | Leonard Katzman    | David Paulsen        |
| 110        | 7         | Konkurrenzkampf            | Hit and Run                              | 12. Nov. 1982        | 22. Nov. 1983                         | Michael Preece     | Howard Lakin         |
| 111        | 8         | Der Schachzug              | The Ewing Touch                          | 19. Nov. 1982        | 29. Nov. 1983                         | Leonard Katzman    | Howard Lakin         |
| 112        | 9         | Liebesdienst               | Fringe Benefits                          | 26. Nov. 1982        | 6. Dez. 1983                          | Michael Preece     | Will Lorin           |
| 113        | 10        | Bedrohte Hochzeit          | The Wedding                              | 3. Dez. 1982         | 13. Dez. 1983                         | Leonard Katzman    | Will Lorin           |
| 114        | 11        | Schwarzer Verdacht         | Post Nuptial                             | 10. Dez. 1982        | 20. Dez. 1983                         | Michael Preece     | David Paulsen        |
| 115        | 12        | Der Benzinkrieg            | Barbecue Three                           | 17. Dez. 1982        | 27. Dez. 1983                         | Leonard Katzman    | Arthur Bernard Lewis |
| 116        | 13        | Spaltung der Familie       | Mama Dearest                             | 31. Dez. 1982        | 3. Jan. 1984                          | Patrick Duffy      | Arthur Bernard Lewis |
| 117        | 14        | J.R. greift an             | The Ewing Blues                          | 7. Jan. 1983         | 10. Jan. 1984                         | David Paulsen      | David Paulsen        |
| 118        | 15        | Entscheidung vor Gericht   | The Reckoning                            | 14. Jan. 1983        | 17. Jan. 1984                         | Bill Duke          | Will Lorin           |
| 119        | 16        | Ein Ewing bleibt ein Ewing | A Ewing Is a Ewing                       | 28. Jan. 1983        | 24. Jan. 1984                         | Larry Hagman       | Frank Furino         |
| 120        | 17        | Tödlicher Unfall           | Crash of ’83                             | 4. Feb. 1983         | 31. Jan. 1984                         | Bill Duke          | Howard Lakin         |
| 121        | 18        | Requiem für eine Mutter    | Requiem                                  | 11. Feb. 1983        | 14. Feb. 1984                         | Larry Hagman       | Linda B. Elstad      |
| 122        | 19        | Vermächtnis mit Folgen     | Legacy                                   | 18. Feb. 1983        | 21. Feb. 1984                         | Patrick Duffy      | Robert Sherman       |
| 123        | 20        | Geschwister unter sich     | Brothers and Sisters                     | 25. Feb. 1983        | 28. Feb. 1984                         | Larry Hagman       | Will Lorin           |
| 124        | 21        | Jede Minute zählt          | Caribbean Connection                     | 4. März 1983         | 6. März 1984                          | Patrick Duffy      | Will Lorin           |
| 125        | 22        | Bobby schlägt zurück       | The Sting                                | 11. März 1983        | 13. März 1984                         | Larry Elikann      | David Paulsen        |
| 126        | 23        | Katz und Maus              | Hell Hath No Fury                        | 18. März 1983        | 20. März 1984                         | Ernest Pintoff     | Arthur Bernard Lewis |
| 127        | 24        | Reise ins Ungewisse        | Cuba Libre                               | 25. März 1983        | 27. März 1984                         | Robert C. Thompson | Leonard Katzman      |
| 128        | 25        | Die große Intrige          | Tangled Web                              | 1. Apr. 1983         | 3. Apr. 1984                          | Nicholas Sgarro    | David Paulsen        |
| 129        | 26        | Am Rande des Abgrunds      | Things Ain’t Goin’ Too Good at Southfork | 15. Apr. 1983        | 10. Apr. 1984                         | Gunnar Hellstrom   | Leonard Katzman      |
| 130        | 27        | Vor dem Sturm              | Penultimate                              | 29. Apr. 1983        | 17. Apr. 1984                         | Nick Havinga       | Howard Lakin         |
| 131        | 28        | Inferno auf Southfork      | Ewing Inferno                            | 6. Mai 1983          | 24. Apr. 1984                         | Leonard Katzman    | Arthur Bernard Lewis |

## Staffel 7
Die Erstausstrahlung der siebten Staffel war vom 30. September 1983 bis zum 18. Mai 1984 auf dem US-amerikanischen Sender CBS zu sehen. Die deutschsprachige Erstausstrahlung sendete der deutsche Free-TV-Sender Das Erste vom 8. Mai bis zum 4. Dezember 1984.
| Nr. (ges.) | Nr. (St.) | Deutscher Titel             | Originaltitel            | Erstausstrahlung USA | Deutschsprachige Erstausstrahlung (D) | Regie              | Drehbuch             |
| ---------- | --------- | --------------------------- | ------------------------ | -------------------- | ------------------------------------- | ------------------ | -------------------- |
| 132        | 1         | Schutt und Asche            | The Road Back            | 30. Sep. 1983        | 8. Mai 1984                           | Nick Havinga       | Arthur Bernard Lewis |
| 133        | 2         | J.R.s Drohung               | The Long Goodbye         | 7. Okt. 1983         | 15. Mai 1984                          | Leonard Katzman    | Leonard Katzman      |
| 134        | 3         | Eine Falle für Pam          | The Letter               | 14. Okt. 1983        | 22. Mai 1984                          | Nick Havinga       | David Paulsen        |
| 135        | 4         | Scheidung!                  | My Brother’s Keeper      | 21. Okt. 1983        | 29. Mai 1984                          | Leonard Katzman    | Arthur Bernard Lewis |
| 136        | 5         | Ein Akt der Gnade?          | The Quality of Mercy     | 28. Okt. 1983        | 5. Juni 1984                          | Nick Havinga       | Leonard Katzman      |
| 137        | 6         | Schach und matt             | Check and Mate           | 4. Nov. 1983         | 12. Juni 1984                         | Leonard Katzman    | David Paulsen        |
| 138        | 7         | Mordanklage gegen Ray       | Ray’s Trial              | 11. Nov. 1983        | 26. Juni 1984                         | Michael Preece     | Arthur Bernard Lewis |
| 139        | 8         | Der Ölbaron des Jahres      | The Oil Barons’ Ball     | 18. Nov. 1983        | 3. Juli 1984                          | Leonard Katzman    | Leonard Katzman      |
| 140        | 9         | Hiebe und Liebe             | Morning After            | 25. Nov. 1983        | 10. Juli 1984                         | Michael Preece     | David Paulsen        |
| 141        | 10        | Die Schlacht der Rivalinnen | The Buck Stops Here      | 2. Dez. 1983         | 17. Juli 1984                         | Leonard Katzman    | Arthur Bernard Lewis |
| 142        | 11        | Die Verräterin              | To Catch a Sly           | 9. Dez. 1983         | 24. Juli 1984                         | Michael Preece     | David Paulsen        |
| 143        | 12        | Ein Schock für J.R.         | Barbecue Four            | 16. Dez. 1983        | 31. Juli 1984                         | Leonard Katzman    | Arthur Bernard Lewis |
| 144        | 13        | Schnüffeleien               | Past Imperfect           | 23. Dez. 1983        | 7. Aug. 1984                          | Larry Hagman       | David Paulsen        |
| 145        | 14        | Verbotene Liebe             | Peter’s Principles       | 6. Jan. 1984         | 14. Aug. 1984                         | Patrick Duffy      | Arthur Bernard Lewis |
| 146        | 15        | Schmutziger Trick           | Offshore Crude           | 13. Jan. 1984        | 21. Aug. 1984                         | Ray Danton         | David Paulsen        |
| 147        | 16        | Liebhaber in Not            | Some Do… Some Don’t      | 20. Jan. 1984        | 28. Aug. 1984                         | Larry Hagman       | Leonard Katzman      |
| 148        | 17        | Miss Ellies Krise           | Eye of the Beholder      | 27. Jan. 1984        | 4. Sep. 1984                          | Leonard Katzman    | Arthur Bernard Lewis |
| 149        | 18        | Eiskaltes Spiel             | Twelve Mile Limit        | 3. Feb. 1984         | 11. Sep. 1984                         | Patrick Duffy      | David Paulsen        |
| 150        | 19        | Brisante Überraschung       | Where Is Poppa?          | 10. Feb. 1984        | 18. Sep. 1984                         | William F. Claxton | Arthur Bernard Lewis |
| 151        | 20        | Wer ist der Vater?          | When the Bough Breaks    | 17. Feb. 1984        | 25. Sep. 1984                         | Nick Havinga       | Leonard Katzman      |
| 152        | 21        | Die nackte Wahrheit         | True Confessions         | 24. Feb. 1984        | 2. Okt. 1984                          | Paul Krasny        | David Paulsen        |
| 153        | 22        | Gewinner und Verlierer      | And the Winner Is…       | 2. März 1984         | 9. Okt. 1984                          | Nick Havinga       | Arthur Bernard Lewis |
| 154        | 23        | Weg ohne Hoffnung           | Fools Rush In            | 9. März 1984         | 16. Okt. 1984                         | Michael Preece     | David Paulsen        |
| 155        | 24        | Trügerisches Glück          | The Unexpected           | 16. März 1984        | 23. Okt. 1984                         | Nick Havinga       | Arthur Bernard Lewis |
| 156        | 25        | Gemischte Gefühle           | Strange Alliance         | 23. März 1984        | 30. Okt. 1984                         | Larry Hagman       | Leonard Katzman      |
| 157        | 26        | Hochzeit in Gefahr          | Blow Up                  | 6. Apr. 1984         | 6. Nov. 1984                          | Patrick Duffy      | David Paulsen        |
| 158        | 27        | Wendepunkt                  | Turning Point            | 13. Apr. 1984        | 13. Nov. 1984                         | Gwen Arner         | Arthur Bernard Lewis |
| 159        | 28        | Love Stories                | Love Stories             | 4. Mai 1984          | 20. Nov. 1984                         | Michael Preece     | Leonard Katzman      |
| 160        | 29        | Drama um Miss Ellie         | Hush, Hush, Sweet Jessie | 11. Mai 1984         | 27. Nov. 1984                         | Gwen Arner         | David Paulsen        |
| 161        | 30        | Das letzte Spiel            | End Game                 | 18. Mai 1984         | 4. Dez. 1984                          | Leonard Katzman    | Arthur Bernard Lewis |

## Staffel 8
Die Erstausstrahlung der achten Staffel war vom 28. September 1984 bis zum 17. Mai 1985 auf dem US-amerikanischen Sender CBS zu sehen. Die deutschsprachige Erstausstrahlung sendete der deutsche Free-TV-Sender Das Erste vom 24. September 1985 bis zum 29. April 1986.
| Nr. (ges.) | Nr. (St.) | Deutscher Titel                | Originaltitel                 | Erstausstrahlung USA | Deutschsprachige Erstausstrahlung (D) | Regie            | Drehbuch             |
| ---------- | --------- | ------------------------------ | ----------------------------- | -------------------- | ------------------------------------- | ---------------- | -------------------- |
| 162        | 1         | Der Mörder geht um             | Killer at Large               | 28. Sep. 1984        | 24. Sep. 1985                         | Leonard Katzman  | Arthur Bernard Lewis |
| 163        | 2         | Die Festnahme                  | Battle Lines                  | 5. Okt. 1984         | 1. Okt. 1985                          | Nick Havinga     | Arthur Bernard Lewis |
| 164        | 3         | Todesangst                     | If at First You Don’t Succeed | 12. Okt. 1984        | 8. Okt. 1985                          | Leonard Katzman  | David Paulsen        |
| 165        | 4         | Die geheimnisvolle Fremde      | Jamie                         | 19. Okt. 1984        | 15. Okt. 1985                         | Nick Havinga     | David Paulsen        |
| 166        | 5         | Die liebe Familie              | Family                        | 26. Okt. 1984        | 22. Okt. 1985                         | Leonard Katzman  | Leonard Katzman      |
| 167        | 6         | Schatten des Zweifels          | Shadow of a Doubt             | 2. Nov. 1984         | 29. Okt. 1985                         | Nick Havinga     | Leonard Katzman      |
| 168        | 7         | Miss Ellies Heimkehr           | Homecoming                    | 9. Nov. 1984         | 5. Nov. 1985                          | Gwen Arner       | Arthur Bernard Lewis |
| 169        | 8         | Ein unvergessliches Fest       | Oil Baron’s Ball III          | 16. Nov. 1984        | 12. Nov. 1985                         | Michael Preece   | David Paulsen        |
| 170        | 9         | Das Gespenst der Vergangenheit | Shadows                       | 23. Nov. 1984        | 19. Nov. 1985                         | Gwen Arner       | David Paulsen        |
| 171        | 10        | Wo ist Charlie?                | Charlie                       | 30. Nov. 1984        | 26. Nov. 1985                         | Michael Preece   | Leonard Katzman      |
| 172        | 11        | Jamie schlägt zu               | Barbecue Five                 | 7. Dez. 1984         | 3. Dez. 1985                          | Gwen Arner       | Arthur Bernard Lewis |
| 173        | 12        | Hochzeit unter dunklem Stern   | Do You Take This Woman…       | 14. Dez. 1984        | 10. Dez. 1985                         | Michael Preece   | Leonard Katzman      |
| 174        | 13        | Gebrochene Herzen              | Deja Vu                       | 21. Dez. 1984        | 17. Dez. 1985                         | Leonard Katzman  | David Paulsen        |
| 175        | 14        | Bobbys Schock                  | Odd Man Out                   | 28. Dez. 1984        | 7. Jan. 1986                          | Larry Hagman     | Arthur Bernard Lewis |
| 176        | 15        | Eingesperrt                    | Lockup in Laredo              | 4. Jan. 1985         | 14. Jan. 1986                         | Patrick Duffy    | David Paulsen        |
| 177        | 16        | Jamies Rache                   | Winds of War                  | 11. Jan. 1985        | 21. Jan. 1986                         | Leonard Katzman  | Leonard Katzman      |
| 178        | 17        | Falsche Hoffnungen?            | Bail Out                      | 25. Jan. 1985        | 28. Jan. 1986                         | Michael Preece   | David Paulsen        |
| 179        | 18        | Saat des Hasses                | Legacy of Hate                | 1. Feb. 1985         | 4. Feb. 1986                          | Robert Becker    | Arthur Bernard Lewis |
| 180        | 19        | Die Sünden der Väter           | Sins of the Fathers           | 8. Feb. 1985         | 11. Feb. 1986                         | Larry Hagman     | Leonard Katzman      |
| 181        | 20        | Brüderliche Front              | The Brothers Ewing            | 15. Feb. 1985        | 18. Feb. 1986                         | Patrick Duffy    | David Paulsen        |
| 182        | 21        | Zerbrochene Träume             | Shattered Dreams              | 22. Feb. 1985        | 25. Feb. 1986                         | Nick Havinga     | Arthur Bernard Lewis |
| 183        | 22        | Sackgasse                      | Dead Ends                     | 1. März 1985         | 4. März 1986                          | Michael Preece   | Leonard Katzman      |
| 184        | 23        | Der Prozess                    | Trial and Error               | 8. März 1985         | 11. März 1986                         | Larry Hagman     | David Paulsen        |
| 185        | 24        | Das Urteil                     | The Verdict                   | 15. März 1985        | 18. März 1986                         | Patrick Duffy    | David Paulsen        |
| 186        | 25        | Jennas Schicksal               | Sentences                     | 29. März 1985        | 25. März 1986                         | Michael Preece   | Arthur Bernard Lewis |
| 187        | 26        | Zeit der Entfremdung           | Terms of Estrangement         | 12. Apr. 1985        | 1. Apr. 1986                          | Alexander Singer | Peter Dunne          |
| 188        | 27        | Wer ist Jack Ewing?            | The Ewing Connection          | 19. Apr. 1985        | 8. Apr. 1986                          | Nick Havinga     | Arthur Bernard Lewis |
| 189        | 28        | Schachzüge                     | Deeds and Misdeeds            | 3. Mai 1985          | 15. Apr. 1986                         | Michael Preece   | David Paulsen        |
| 190        | 29        | Entscheidung um Ewing Oil      | Deliverance                   | 10. Mai 1985         | 22. Apr. 1986                         | Nick Havinga     | Peter Dunne          |
| 191        | 30        | Schwanengesang                 | Swan Song                     | 17. Mai 1985         | 29. Apr. 1986                         | Leonard Katzman  | Leonard Katzman      |

## Staffel 9
Die Erstausstrahlung der neunten Staffel war vom 27. September 1985 bis zum 16. Mai 1986 auf dem US-amerikanischen Sender CBS zu sehen. Die deutschsprachige Erstausstrahlung sendete der deutsche Free-TV-Sender Das Erste vom 6. Mai bis zum 2. Dezember 1986.
| Nr. (ges.) | Nr. (St.) | Deutscher Titel              | Originaltitel               | Erstausstrahlung USA | Deutschsprachige Erstausstrahlung (D) | Regie               | Drehbuch                         |
| ---------- | --------- | ---------------------------- | --------------------------- | -------------------- | ------------------------------------- | ------------------- | -------------------------------- |
| 192        | 1         | Am Rande des Grabes – Teil 1 | The Family Ewing            | 27. Sep. 1985        | 6. Mai 1986                           | Nick Havinga        | Leonard Katzman                  |
| 193        | 2         | Am Rande des Grabes – Teil 2 | Rock Bottom                 | 27. Sep. 1985        | 13. Mai 1986                          | Michael Preece      | Joel J. Feigenbaum               |
| 194        | 3         | Sue Ellens Tragödie          | Those Eyes                  | 4. Okt. 1985         | 20. Mai 1986                          | Nick Havinga        | Peter Dunne                      |
| 195        | 4         | Zum Verkauf: Ewing Oil       | Resurrection                | 11. Okt. 1985        | 27. Mai 1986                          | Michael Preece      | Hollace White & Stephanie Garman |
| 196        | 5         | Unter Druck                  | Saving Grace                | 18. Okt. 1985        | 3. Juni 1986                          | Nick Havinga        | Joel J. Feigenbaum               |
| 197        | 6         | Krieg der Mütter             | Mothers                     | 25. Okt. 1985        | 10. Juni 1986                         | Michael Preece      | Hollace White & Stephanie Garman |
| 198        | 7         | Das Ende von Ewing Oil?      | The Wind of Change          | 1. Nov. 1985         | 17. Juni 1986                         | Corey Allen         | Peter Dunne                      |
| 199        | 8         | Der neue Boss                | Quandary                    | 8. Nov. 1985         | 24. Juni 1986                         | Michael Preece      | Joel J. Feigenbaum               |
| 200        | 9         | In der Arena                 | Close Encounters            | 15. Nov. 1985        | 1. Juli 1986                          | Corey Allen         | Hollace White & Stephanie Garman |
| 201        | 10        | Der Kampf um John Ross       | Suffer the Little Children  | 22. Nov. 1985        | 8. Juli 1986                          | Michael Preece      | Leonard Katzman                  |
| 202        | 11        | Finsteres Geschäft           | The Prize                   | 29. Nov. 1985        | 15. Juli 1986                         | Corey Allen         | Hollace White & Stephanie Garman |
| 203        | 12        | Sue Ellens Stunde            | En Passant                  | 6. Dez. 1985         | 22. Juli 1986                         | Michael Preece      | Peter Dunne & Joel J. Feigenbaum |
| 204        | 13        | Schicksalswende              | Goodbye, Farewell, and Amen | 13. Dez. 1985        | 29. Juli 1986                         | Linda Day           | Will Lorin                       |
| 205        | 14        | Wo ist Jack?                 | Curiosity Killed the Cat    | 20. Dez. 1985        | 5. Aug. 1986                          | Larry Hagman        | Deanne Barkley                   |
| 206        | 15        | Smaragde                     | The Missing Link            | 3. Jan. 1986         | 12. Aug. 1986                         | Linda Day           | Bill Taub                        |
| 207        | 16        | Nur noch 24 Stunden          | Twenty-Four Hours           | 10. Jan. 1986        | 19. Aug. 1986                         | Robert Becker       | Hollace White & Stephanie Garman |
| 208        | 17        | Spur des Blutes              | The Deadly Game             | 17. Jan. 1986        | 26. Aug. 1986                         | Larry Hagman        | Bill Taub                        |
| 209        | 18        | Abenteuerliche Reise         | Blame It on the Bogota      | 24. Jan. 1986        | 2. Sep. 1986                          | Robert Becker       | Peter Dunne                      |
| 210        | 19        | Gefahr in Kolumbien          | Shadow Games                | 31. Jan. 1986        | 9. Sep. 1986                          | Roy Campanella, Jr. | Joel J. Feigenbaum               |
| 211        | 20        | Vermisst                     | Missing                     | 7. Feb. 1986         | 16. Sep. 1986                         | Michael Hoey        | Leonard Katzman                  |
| 212        | 21        | Das Lösegeld                 | Dire Straits                | 14. Feb. 1986        | 23. Sep. 1986                         | Bruce Bilson        | Joel J. Feigenbaum & Peter Dunne |
| 213        | 22        | Eifersucht                   | Overture                    | 21. Feb. 1986        | 30. Sep. 1986                         | Corey Allen         | Hollace White & Stephanie Garman |
| 214        | 23        | Im Visier                    | Sitting Ducks               | 28. Feb. 1986        | 7. Okt. 1986                          | Linda Day           | Susan Howard                     |
| 215        | 24        | Maskerade                    | Masquerade                  | 7. März 1986         | 14. Okt. 1986                         | Larry Hagman        | Leonard Katzman                  |
| 216        | 25        | Nach der Katastrophe         | Just Desserts               | 14. März 1986        | 21. Okt. 1986                         | Linda Gray          | Joel J. Feigenbaum & Peter Dunne |
| 217        | 26        | Scherben                     | Nothing’s Ever Perfect      | 21. März 1986        | 28. Okt. 1986                         | Bruce Bilson        | Leonard Katzman                  |
| 218        | 27        | Morgenluft                   | J.R. Rising                 | 4. Apr. 1986         | 4. Nov. 1986                          | Linda Day           | Joel J. Feigenbaum & Peter Dunne |
| 219        | 28        | Bedrohliche Unruhe           | Serendipity                 | 11. Apr. 1986        | 11. Nov. 1986                         | Bruce Bilson        | Leonard Katzman                  |
| 220        | 29        | Aller guten Dinge sind drei  | Thrice in a Lifetime        | 2. Mai 1986          | 18. Nov. 1986                         | Jerry Jameson       | Peter Dunne & Joel J. Feigenbaum |
| 221        | 30        | Feinde                       | Hello, Goodbye, Hello       | 9. Mai 1986          | 25. Nov. 1986                         | Nick Havinga        | Leonard Katzman                  |
| 222        | 31        | Bobby?                       | Blast from the Past         | 16. Mai 1986         | 2. Dez. 1986                          | Michael Preece      | Peter Dunne & Joel J. Feigenbaum |

## Staffel 10
Die Erstausstrahlung der zehnten Staffel war vom 26. September 1986 bis zum 15. Mai 1987 auf dem US-amerikanischen Sender CBS zu sehen. Die deutschsprachige Erstausstrahlung sendete der deutsche Free-TV-Sender Das Erste vom 26. Mai bis zum 8. Dezember 1987.
| Nr. (ges.) | Nr. (St.) | Deutscher Titel             | Originaltitel                      | Erstausstrahlung USA | Deutschsprachige Erstausstrahlung (D) | Regie           | Drehbuch                                 |
| ---------- | --------- | --------------------------- | ---------------------------------- | -------------------- | ------------------------------------- | --------------- | ---------------------------------------- |
| 223        | 1         | Bobbys Rückkehr             | Return to Camelot, Part 1          | 26. Sep. 1986        | 26. Mai 1987                          | Leonard Katzman | Leonard Katzman & Mitchell Wayne Katzman |
| 224        | 2         | Lodernde Flammen            | Return to Camelot, Part 2          | 26. Sep. 1986        | 2. Juni 1987                          | Leonard Katzman | Leonard Katzman & Mitchell Wayne Katzman |
| 225        | 3         | Sue Ellen schlägt zurück    | Pari Per Sue                       | 3. Okt. 1986         | 9. Juni 1987                          | Michael Preece  | David Paulsen                            |
| 226        | 4         | Der alte und der neue König | Once and Future King               | 10. Okt. 1986        | 16. Juni 1987                         | Leonard Katzman | Calvin Clements, Jr.                     |
| 227        | 5         | Rätsel                      | Enigma                             | 17. Okt. 1986        | 23. Juni 1987                         | Michael Preece  | Leah Markus                              |
| 228        | 6         | Die Forderung               | Trompe L’oeil                      | 24. Okt. 1986        | 30. Juni 1987                         | Leonard Katzman | Leonard Katzman                          |
| 229        | 7         | Außer Kontrolle             | Territorial Imperative             | 31. Okt. 1986        | 7. Juli 1987                          | Michael Preece  | David Paulsen                            |
| 230        | 8         | Schock auf der Hochzeit     | The Second Time Around             | 7. Nov. 1986         | 14. Juli 1987                         | Leonard Katzman | Calvin Clements, Jr.                     |
| 231        | 9         | Neue Enthüllungen           | Bells Are Ringing                  | 14. Nov. 1986        | 21. Juli 1987                         | Michael Preece  | Leah Markus                              |
| 232        | 10        | Miss Ellie in Not           | Who’s Who at the Oil Baron’s Ball? | 21. Nov. 1986        | 28. Juli 1987                         | Leonard Katzman | David Paulsen                            |
| 233        | 11        | Die Bombe platzt            | Proof Positive                     | 28. Nov. 1986        | 4. Aug. 1987                          | Michael Preece  | Calvin Clements, Jr.                     |
| 234        | 12        | Bittere Beweise             | Something Old, Something New       | 5. Dez. 1986         | 11. Aug. 1987                         | Leonard Katzman | Leah Markus                              |
| 235        | 13        | Sprühende Funken            | Bar-B-Cued                         | 12. Dez. 1986        | 18. Aug. 1987                         | Michael Preece  | David Paulsen                            |
| 236        | 14        | Der Racheschwur             | The Fire Next Time                 | 19. Dez. 1986        | 25. Aug. 1987                         | Patrick Duffy   | David Paulsen                            |
| 237        | 15        | J.R.s Todesangst            | So Shall Ye Reap                   | 2. Jan. 1987         | 1. Sep. 1987                          | Jerry Jameson   | Leonard Katzman                          |
| 238        | 16        | Zeitbombe                   | Tick, Tock                         | 9. Jan. 1987         | 8. Sep. 1987                          | Patrick Duffy   | Mitchell Wayne Katzman                   |
| 239        | 17        | Nervenprobe                 | Night Visitor                      | 23. Jan. 1987        | 15. Sep. 1987                         | Larry Hagman    | Calvin Clements, Jr.                     |
| 240        | 18        | Jäger und Gejagter          | Cat and Mouse                      | 30. Jan. 1987        | 22. Sep. 1987                         | Michael Preece  | Leah Markus                              |
| 241        | 19        | Tödliches Duell             | High Noon for Calhoun              | 6. Feb. 1987         | 29. Sep. 1987                         | David Paulsen   | David Paulsen                            |
| 242        | 20        | Unter Beschuss              | Olio                               | 13. Feb. 1987        | 6. Okt. 1987                          | Steve Kanaly    | Leonard Katzman                          |
| 243        | 21        | Ein Tod in der Familie      | A Death in the Family              | 20. Feb. 1987        | 13. Okt. 1987                         | Michael Preece  | Mitchell Wayne Katzman                   |
| 244        | 22        | Ruin für Ewing Oil?         | Revenge of the Nerd                | 27. Feb. 1987        | 20. Okt. 1987                         | Linda Gray      | Calvin Clements, Jr.                     |
| 245        | 23        | Das 10-Prozent-Desaster     | The Ten Percent Solution           | 13. März 1987        | 27. Okt. 1987                         | Michael Preece  | Susan Howard                             |
| 246        | 24        | Böse Überraschungen         | Some Good, Some Bad                | 20. März 1987        | 3. Nov. 1987                          | Larry Hagman    | Louella Lee Caraway                      |
| 247        | 25        | Gerichtsschlacht            | War and Peace                      | 3. Apr. 1987         | 10. Nov. 1987                         | Dwight Adair    | Leah Markus                              |
| 248        | 26        | In den Schlagzeilen         | Ruthless People                    | 10. Apr. 1987        | 17. Nov. 1987                         | Patrick Duffy   | Mitchell Wayne Katzman                   |
| 249        | 27        | Düstere Aussichten          | The Dark at the End of the Tunnel  | 1. Mai 1987          | 24. Nov. 1987                         | Larry Hagman    | Calvin Clements, Jr.                     |
| 250        | 28        | Angeklagt                   | Two-Fifty                          | 8. Mai 1987          | 1. Dez. 1987                          | Michael Preece  | Leonard Katzman                          |
| 251        | 29        | Der Fall des Hauses Ewing   | Fall of the House of Ewing         | 15. Mai 1987         | 8. Dez. 1987                          | Leonard Katzman | David Paulsen                            |

## Staffel 11
Die Erstausstrahlung der elften Staffel war vom 25. September 1987 bis zum 13. Mai 1988 auf dem US-amerikanischen Sender CBS zu sehen. Die deutschsprachige Erstausstrahlung sendete der deutsche Free-TV-Sender Das Erste vom 27. September 1988 bis zum 11. April 1989.
| Nr. (ges.) | Nr. (St.) | Deutscher Titel              | Originaltitel                                   | Erstausstrahlung USA | Deutschsprachige Erstausstrahlung (D) | Regie           | Drehbuch               |
| ---------- | --------- | ---------------------------- | ----------------------------------------------- | -------------------- | ------------------------------------- | --------------- | ---------------------- |
| 252        | 1         | Kampf ums Überleben – Teil 1 | After the Fall: Ewing Rise                      | 25. Sep. 1987        | 27. Sep. 1988                         | Leonard Katzman | Arthur Bernard Lewis   |
| 253        | 2         | Kampf ums Überleben – Teil 2 | After the Fall: Digger Redux                    | 25. Sep. 1987        | 27. Sep. 1988                         | Michael Preece  | David Paulsen          |
| 254        | 3         | Schock                       | The Son Also Rises                              | 2. Okt. 1987         | 4. Okt. 1988                          | Leonard Katzman | Leah Markus            |
| 255        | 4         | Vom Winde verweht            | Gone with the Wind                              | 9. Okt. 1987         | 11. Okt. 1988                         | Michael Preece  | Mitchell Wayne Katzman |
| 256        | 5         | Geheimnis um Pamela          | The Lady Vanishes                               | 16. Okt. 1987        | 18. Okt. 1988                         | Leonard Katzman | Leonard Katzman        |
| 257        | 6         | Bobby explodiert             | Tough Love                                      | 23. Okt. 1987        | 25. Okt. 1988                         | Michael Preece  | Arthur Bernard Lewis   |
| 258        | 7         | Abschied für immer?          | Last Tango in Dallas                            | 30. Okt. 1987        | 1. Nov. 1988                          | Jerry Jameson   | David Paulsen          |
| 259        | 8         | Angst um Clayton             | Mummy’s Revenge                                 | 6. Nov. 1987         | 8. Nov. 1988                          | Michael Preece  | Mitchell Wayne Katzman |
| 260        | 9         | Bobbys Entscheidung          | Hustling                                        | 13. Nov. 1987        | 15. Nov. 1988                         | Jerry Jameson   | Leah Markus            |
| 261        | 10        | Gutenachtgeschichte          | Bedtime Stories                                 | 20. Nov. 1987        | 22. Nov. 1988                         | Michael Preece  | Leonard Katzman        |
| 262        | 11        | Liebhaber und andere Lügner  | Lovers and Other Liars                          | 27. Nov. 1987        | 29. Nov. 1988                         | Jerry Jameson   | Arthur Bernard Lewis   |
| 263        | 12        | Der Tag der Hochzeit         | Brothers and Sons                               | 4. Dez. 1987         | 6. Dez. 1988                          | Michael Preece  | David Paulsen          |
| 264        | 13        | Das Ende der Geheimnisse     | Brother, Can You Spare a Child?                 | 11. Dez. 1987        | 13. Dez. 1988                         | Patrick Duffy   | Leah Markus            |
| 265        | 14        | Bobbys Kampf                 | Daddy’s Little Darlin                           | 18. Dez. 1987        | 20. Dez. 1988                         | Larry Hagman    | Mitchell Wayne Katzman |
| 266        | 15        | Die Macht der Liebe          | It’s Me Again                                   | 8. Jan. 1988         | 27. Dez. 1988                         | Leonard Katzman | Leonard Katzman        |
| 267        | 16        | Ende einer Ehe?              | Marriage on the Rocks                           | 15. Jan. 1988        | 3. Jan. 1989                          | Larry Hagman    | Arthur Bernard Lewis   |
| 268        | 17        | Bobby sieht rot              | Anniversary Waltz                               | 22. Jan. 1988        | 10. Jan. 1989                         | David Paulsen   | David Paulsen          |
| 269        | 18        | Bruderliebe                  | Brotherly Love                                  | 5. Feb. 1988         | 17. Jan. 1989                         | Linda Gray      | Leah Markus            |
| 270        | 19        | Skandal                      | The Best Laid Plans                             | 12. Feb. 1988        | 24. Jan. 1989                         | Patrick Duffy   | Mitchell Wayne Katzman |
| 271        | 20        | Verzweiflung                 | Farlow’s Follies                                | 19. Feb. 1988        | 31. Jan. 1989                         | Steve Kanaly    | Louella Lee Caraway    |
| 272        | 21        | Erbitterter Kampf            | Malice in Dallas                                | 26. Feb. 1988        | 7. Feb. 1989                          | Larry Hagman    | Arthur Bernard Lewis   |
| 273        | 22        | Gangster                     | Crime Story                                     | 4. März 1988         | 14. Feb. 1989                         | Patrick Duffy   | David Paulsen          |
| 274        | 23        | Wer ist Nicholas Pearce?     | To Have and to Hold                             | 11. März 1988        | 21. Feb. 1989                         | Larry Hagman    | Leah Markus            |
| 275        | 24        | Blinde Wut                   | Dead Reckoning                                  | 18. März 1988        | 28. Feb. 1989                         | David Paulsen   | Mitchell Wayne Katzman |
| 276        | 25        | Sag niemals nie              | Never Say Never                                 | 1. Apr. 1988         | 7. März 1989                          | Cliff Fenneman  | Leonard Katzman        |
| 277        | 26        | J.R. und die Macht           | Last of the Good Guys                           | 8. Apr. 1988         | 14. März 1989                         | Michael Preece  | Arthur Bernard Lewis   |
| 278        | 27        | Triumph                      | Top Gun                                         | 15. Apr. 1988        | 21. März 1989                         | Michael Preece  | David Paulsen          |
| 279        | 28        | Bettgeflüster                | Pillow Talk                                     | 29. Apr. 1988        | 28. März 1989                         | Dwight Adair    | Leah Markus            |
| 280        | 29        | Southfork im Chaos           | Things Ain’t Goin’ Too Good at Southfork, Again | 6. Mai 1988          | 4. Apr. 1989                          | Linda Gray      | Mitchell Wayne Katzman |
| 281        | 30        | Drei Kugeln für J.R.         | The Fat Lady Singeth                            | 13. Mai 1988         | 11. Apr. 1989                         | Leonard Katzman | Leonard Katzman        |

## Staffel 12
Die Erstausstrahlung der zwölften Staffel war vom 28. Oktober 1988 bis zum 19. Mai 1989 auf dem US-amerikanischen Sender CBS zu sehen. Die deutschsprachige Erstausstrahlung sendete der deutsche Free-TV-Sender Das Erste vom 18. April bis zum 17. Oktober 1989.
| Nr. (ges.) | Nr. (St.) | Deutscher Titel                    | Originaltitel                           | Erstausstrahlung USA | Deutschsprachige Erstausstrahlung (D) | Regie           | Drehbuch                                                    |
| ---------- | --------- | ---------------------------------- | --------------------------------------- | -------------------- | ------------------------------------- | --------------- | ----------------------------------------------------------- |
| 282        | 1         | Karussell                          | Carousel                                | 28. Okt. 1988        | 18. Apr. 1989                         | Michael Preece  | Leonard Katzman                                             |
| 283        | 2         | Herausforderung für Bobby          | No Greater Love                         | 4. Nov. 1988         | 25. Apr. 1989                         | Russ Mayberry   | Simon Masters                                               |
| 284        | 3         | Ruf der Wildnis                    | The Call of the Wild                    | 11. Nov. 1988        | 2. Mai 1989                           | Michael Preece  | Jonathan Hales                                              |
| 285        | 4         | J.R. in der Falle                  | Out of the Frying Pan                   | 18. Nov. 1988        | 9. Mai 1989                           | Russ Mayberry   | Mitchell Wayne Katzman                                      |
| 286        | 5         | In Ketten                          | Road Work                               | 2. Dez. 1988         | 16. Mai 1989                          | Michael Preece  | Arthur Bernard Lewis                                        |
| 287        | 6         | Krieg und Liebe                    | War and Love and the Whole Damned Thing | 9. Dez. 1988         | 30. Mai 1989                          | Russ Mayberry   | Leonard Katzman                                             |
| 288        | 7         | Wildwest auf Southfork             | Showdown at the Ewing Corral            | 16. Dez. 1988        | 6. Juni 1989                          | Michael Preece  | Mitchell Wayne Katzman                                      |
| 289        | 8         | Betrug!                            | Deception                               | 6. Jan. 1989         | 13. Juni 1989                         | Irving J. Moore | Arthur Bernard Lewis                                        |
| 290        | 9         | Gegenangriff                       | Counter Attack                          | 13. Jan. 1989        | 20. Juni 1989                         | Michael Preece  | Leonard Katzman                                             |
| 291        | 10        | Schicksalsentscheidung             | The Sting                               | 20. Jan. 1989        | 27. Juni 1989                         | Irving J. Moore | Mitchell Wayne Katzman                                      |
| 292        | 11        | Die zwei Mrs. Ewing                | The Two Mrs. Ewings                     | 27. Jan. 1989        | 4. Juli 1989                          | Michael Preece  | Arthur Bernard Lewis                                        |
| 293        | 12        | Trickreiches Spiel                 | The Switch                              | 3. Feb. 1989         | 11. Juli 1989                         | Irving J. Moore | Leonard Katzman                                             |
| 294        | 13        | Rache für Nicholas!                | He-e-ere’s Papa!                        | 10. Feb. 1989        | 18. Juli 1989                         | Patrick Duffy   | Louella Lee Caraway                                         |
| 295        | 14        | Vernichtungsfeldzug                | Comings and Goings                      | 17. Feb. 1989        | 25. Juli 1989                         | Larry Hagman    | Mitchell Wayne Katzman                                      |
| 296        | 15        | Mädchen vom Lande                  | County Girl                             | 24. Feb. 1989        | 1. Aug. 1989                          | Patrick Duffy   | Arthur Bernard Lewis                                        |
| 297        | 16        | Hochzeitsglocken                   | Wedding Bell Blues                      | 24. Feb. 1989        | 8. Aug. 1989                          | Larry Hagman    | Howard Lakin                                                |
| 298        | 17        | Bruderkrieg                        | The Way We Were                         | 3. März 1989         | 15. Aug. 1989                         | Patrick Duffy   | Louella Lee Caraway                                         |
| 299        | 18        | List und Tücke                     | The Serpent’s Tooth                     | 10. März 1989        | 22. Aug. 1989                         | Larry Hagman    | Mitchell Wayne Katzman, Arthur Bernard Lewis & Howard Lakin |
| 300        | 19        | Gefangen                           | Three Hundred                           | 17. März 1989        | 29. Aug. 1989                         | Patrick Duffy   | Leonard Katzman                                             |
| 301        | 20        | Das größte Ölgeschäft aller Zeiten | April Showers                           | 31. März 1989        | 5. Sep. 1989                          | Irving J. Moore | Howard Lakin                                                |
| 302        | 21        | Alte Wunden, neue Wunden           | And Away We Go!                         | 7. Apr. 1989         | 12. Sep. 1989                         | Steve Kanaly    | Arthur Bernard Lewis                                        |
| 303        | 22        | Reise in die Alte Welt             | Yellow Brick Road                       | 14. Apr. 1989        | 19. Sep. 1989                         | Cliff Fenneman  | Leonard Katzman                                             |
| 304        | 23        | Wiener Träume                      | The Sound of Money                      | 28. Apr. 1989        | 26. Sep. 1989                         | Irving J. Moore | Arthur Bernard Lewis                                        |
| 305        | 24        | Texas-Walzer                       | The Great Texas Waltz                   | 5. Mai 1989          | 3. Okt. 1989                          | Linda Gray      | Howard Lakin                                                |
| 306        | 25        | Entscheidung in Moskau             | Mission to Moscow                       | 12. Mai 1989         | 10. Okt. 1989                         | Michael Preece  | Leonard Katzman                                             |
| 307        | 26        | Der Vorhang fällt                  | Reel Life                               | 19. Mai 1989         | 17. Okt. 1989                         | Irving J. Moore | Arthur Bernard Lewis & Howard Lakin                         |

## Staffel 13
Die Erstausstrahlung der 13. Staffel war vom 22. September 1989 bis zum 11. Mai 1990 auf dem US-amerikanischen Sender CBS zu sehen. Die deutschsprachige Erstausstrahlung sendete der deutsche Free-TV-Sender Das Erste vom 9. Oktober 1990 bis zum 23. April 1991.
| Nr. (ges.) | Nr. (St.) | Deutscher Titel                | Originaltitel                 | Erstausstrahlung USA | Deutschsprachige Erstausstrahlung (D) | Regie           | Drehbuch                   |
| ---------- | --------- | ------------------------------ | ----------------------------- | -------------------- | ------------------------------------- | --------------- | -------------------------- |
| 308        | 1         | Die Schlacht beginnt           | Phantom of the Oil Rig        | 22. Sep. 1989        | 9. Okt. 1990                          | Irving J. Moore | Howard Lakin               |
| 309        | 2         | Des Teufels Wiederkehr         | The Leopard’s Spots           | 22. Sep. 1989        | 16. Okt. 1990                         | Michael Preece  | Leonard Katzman            |
| 310        | 3         | Tödliches Ultimatum            | Cry Me a River of Oil         | 29. Sep. 1989        | 23. Okt. 1990                         | Dwight Adair    | Lisa Seidman               |
| 311        | 4         | Die Bombe tickt                | Ka-booooom!                   | 6. Okt. 1989         | 30. Okt. 1990                         | Michael Preece  | Louella Lee Caraway        |
| 312        | 5         | Ein Schiff wird kommen         | Sunrise, Sunset               | 13. Okt. 1989        | 6. Nov. 1990                          | Dwight Adair    | Howard Lakin               |
| 313        | 6         | Stolz und Vorurteil            | Pride and Prejudice           | 20. Okt. 1989        | 13. Nov. 1990                         | Michael Preece  | Leonard Katzman            |
| 314        | 7         | Väter und andere Fremde        | Fathers and Other Strangers   | 3. Nov. 1989         | 20. Nov. 1990                         | Irving J. Moore | Lisa Seidman               |
| 315        | 8         | Krach in der Familie           | Black Tide                    | 10. Nov. 1989        | 27. Nov. 1990                         | Michael Preece  | Howard Lakin               |
| 316        | 9         | Im Kreuzfeuer                  | Daddy’s Dearest               | 17. Nov. 1989        | 4. Dez. 1990                          | Irving J. Moore | Mitchell Wayne Katzman     |
| 317        | 10        | Nebenbuhlerin                  | Hell’s Fury                   | 1. Dez. 1989         | 11. Dez. 1990                         | Patrick Duffy   | Lisa Seidman               |
| 318        | 11        | J.R. in Wut                    | Cally on a Hot Tin Roof       | 8. Dez. 1989         | 18. Dez. 1990                         | Larry Hagman    | Howard Lakin               |
| 319        | 12        | Sex, Lügen und Video           | Sex, Lies and Videotape       | 15. Dez. 1989        | 8. Jan. 1991                          | Cliff Fenneman  | Leonard Katzman            |
| 320        | 13        | Zwischen den Fronten           | A Tale of Two Cities          | 5. Jan. 1990         | 15. Jan. 1991                         | Leonard Katzman | Arthur Bernard Lewis       |
| 321        | 14        | Tag der Abrechnung             | Judgement Day                 | 12. Jan. 1990        | 22. Jan. 1991                         | Patrick Duffy   | Amy Tebo                   |
| 322        | 15        | Die Frau im Hintergrund        | Unchain My Heart              | 19. Jan. 1990        | 29. Jan. 1991                         | Irving J. Moore | Jackie Zabel & Bryce Zabel |
| 323        | 16        | Der Traum von Pamela           | I Dream of Jeannie            | 2. Feb. 1990         | 5. Feb. 1991                          | Cliff Fenneman  | Lisa Seidman               |
| 324        | 17        | Nach Mitternacht               | After Midnight                | 9. Feb. 1990         | 12. Feb. 1991                         | Ken Kercheval   | Howard Lakin               |
| 325        | 18        | Die Feuerprobe                 | The Crucible                  | 16. Feb. 1990        | 19. Feb. 1991                         | Larry Hagman    | Leonard Katzman            |
| 326        | 19        | Richtig herzige Leute          | Dear Hearts and Gentle People | 23. Feb. 1990        | 26. Feb. 1991                         | Irving J. Moore | Louella Lee Caraway        |
| 327        | 20        | Das verlorene Paradies         | Paradise Lost                 | 9. März 1990         | 5. März 1991                          | Patrick Duffy   | Lisa Seidman               |
| 328        | 21        | Ehegeheimnisse                 | Will Power                    | 16. März 1990        | 12. März 1991                         | Larry Hagman    | Kenneth Horton             |
| 329        | 22        | Die lächelnde Kobra            | The Smiling Cobra             | 30. März 1990        | 19. März 1991                         | Cliff Fenneman  | Howard Lakin               |
| 330        | 23        | Das Ultimatum                  | Jessica Redux                 | 6. Apr. 1990         | 26. März 1991                         | Irving J. Moore | Leonard Katzman            |
| 331        | 24        | Die Rache ist unser            | Family Plot                   | 13. Apr. 1990        | 2. Apr. 1991                          | Patrick Duffy   | Lisa Seidman               |
| 332        | 25        | Hochzeitsglocken auf Southfork | The Southfork Wedding Jinx    | 27. Apr. 1990        | 9. Apr. 1991                          | Irving J. Moore | Howard Lakin               |
| 333        | 26        | Einer flog in das Kuckucksnest | Three, Three, Three, Part 1   | 4. Mai 1990          | 16. Apr. 1991                         | Leonard Katzman | Leonard Katzman            |
| 334        | 27        | Im Tollhaus                    | Three, Three, Three, Part 2   | 11. Mai 1990         | 23. Apr. 1991                         | Leonard Katzman | Leonard Katzman            |

## Staffel 14
Die Erstausstrahlung der 14. Staffel war vom 2. November 1990 bis zum 3. Mai 1991 auf dem US-amerikanischen Sender CBS zu sehen. Die deutschsprachige Erstausstrahlung sendete der deutsche Free-TV-Sender Das Erste vom 30. April bis zum 27. September 1991.
| Nr. (ges.) | Nr. (St.) | Deutscher Titel                | Originaltitel                            | Erstausstrahlung USA | Deutschsprachige Erstausstrahlung (D) | Regie           | Drehbuch               |
| ---------- | --------- | ------------------------------ | ---------------------------------------- | -------------------- | ------------------------------------- | --------------- | ---------------------- |
| 335        | 1         | Die Entführer lassen grüßen    | April in Paris                           | 2. Nov. 1990         | 30. Apr. 1991                         | Leonard Katzman | Leonard Katzman        |
| 336        | 2         | Duell um Mitternacht           | Charade                                  | 9. Nov. 1990         | 7. Mai 1991                           | Irving J. Moore | Howard Lakin           |
| 337        | 3         | Der letzte Kuss                | One Last Kiss                            | 16. Nov. 1990        | 14. Mai 1991                          | Leonard Katzman | Lisa Seidman           |
| 338        | 4         | Anschlag in Paris              | Terminus                                 | 23. Nov. 1990        | 21. Mai 1991                          | Irving J. Moore | Mitchell Wayne Katzman |
| 339        | 5         | Tränen um April                | Tunnel of Love                           | 30. Nov. 1990        | 28. Mai 1991                          | Michael Preece  | Howard Lakin           |
| 340        | 6         | Tod eines Gangsters            | Heart and Soul                           | 7. Dez. 1990         | 4. Juni 1991                          | Nick Havinga    | Lisa Seidman           |
| 341        | 7         | Die fabelhaften Ewing-Boys     | The Fabulous Ewing Boys                  | 14. Dez. 1990        | 11. Juni 1991                         | Michael Preece  | Leonard Katzman        |
| 342        | 8         | Die Akte Odessa                | The Odessa File                          | 21. Dez. 1990        | 18. Juni 1991                         | Nick Havinga    | Howard Lakin           |
| 343        | 9         | Schlag gegen J.R.              | Sail On                                  | 4. Jan. 1991         | 25. Juni 1991                         | Michael Preece  | Lisa Seidman           |
| 344        | 10        | Ausverkauf                     | Lock, Stock and Jock                     | 11. Jan. 1991        | 2. Juli 1991                          | Nick Havinga    | Mitchell Wayne Katzman |
| 345        | 11        | Die Liebe und ihre Fallen      | "S" Is for Seduction                     | 18. Jan. 1991        | 9. Juli 1991                          | Michael Preece  | Howard Lakin           |
| 346        | 12        | Wenn Frauen hassen             | Designing Women                          | 1. Feb. 1991         | 16. Juli 1991                         | Irving J. Moore | Lisa Seidman           |
| 347        | 13        | Michelles Triumph              | 90265                                    | 8. Feb. 1991         | 23. Juli 1991                         | Leonard Katzman | Leonard Katzman        |
| 348        | 14        | Feine Geschäfte                | Smooth Operator                          | 15. Feb. 1991        | 30. Juli 1991                         | Larry Hagman    | Lisa Seidman           |
| 349        | 15        | Rat mal, wer zum Essen kommt?  | Win Some, Lose Some                      | 1. März 1991         | 13. Aug. 1991                         | Patrick Duffy   | Mitchell Wayne Katzman |
| 350        | 16        | Vater, unser bestes Stück      | Fathers and Sons and Fathers and Sons    | 8. März 1991         | 20. Aug. 1991                         | Larry Hagman    | Arthur Bernard Lewis   |
| 351        | 17        | Spiel mit zwei Damen           | When the Wind Blows                      | 29. März 1991        | 27. Aug. 1991                         | Patrick Duffy   | Louella Lee Caraway    |
| 352        | 18        | Familienbande                  | Those Darned Ewings                      | 5. Apr. 1991         | 3. Sep. 1991                          | Dwight Adair    | Kenneth Horton         |
| 353        | 19        | Lebwohl, mein Liebling         | Farewell, My Lovely                      | 12. Apr. 1991        | 10. Sep. 1991                         | Patrick Duffy   | Lisa Seidman           |
| 354        | 20        | Rendezvous mit dem Feind       | Some Leave, Some Get Carried Out         | 19. Apr. 1991        | 17. Sep. 1991                         | Leonard Katzman | Leonard Katzman        |
| 355        | 21        | Der Untergang des Hauses Ewing | The Decline and Fall of the Ewing Empire | 26. Apr. 1991        | 24. Sep. 1991                         | Ken Kercheval   | Lisa Seidman           |
| 356        | 22        | Endspiel – Teil 1              | Conundrum, Part 1                        | 3. Mai 1991          | 27. Sep. 1991                         | Leonard Katzman | Leonard Katzman        |
| 357        | 23        | Endspiel – Teil 2              | Conundrum, Part 2                        | 3. Mai 1991          | 27. Sep. 1991                         | Leonard Katzman | Leonard Katzman        |

## Fernsehfilme
| Nr. (ges.) | Nr. (St.) | Deutscher Titel       | Originaltitel     | Erstausstrahlung USA | Deutschsprachige Erstausstrahlung (D) | Regie           | Drehbuch                               |
| ---------- | --------- | --------------------- | ----------------- | -------------------- | ------------------------------------- | --------------- | -------------------------------------- |
| -          | 1         | Wie alles begann      | The Early Years   | 23. März 1986        | 15. März 1987                         | Larry Elikann   | David Jacobs                           |
| -          | 2         | J.R. kehrt zurück     | J.R. Returns      | 15. Nov. 1996        | 11. Sep. 1998                         | Leonard Katzman | Leonard Katzman & Arthur Bernard Lewis |
| -          | 3         | Kampf bis aufs Messer | War of the Ewings | 24. Apr. 1998        | 15. Mai 2002                          | Michael Preece  | Arthur Bernard Lewis & Julie Sayres    |

## Special
| Nr. (ges.) | Nr. (St.) | Deutscher Titel | Originaltitel                           | Erstausstrahlung USA | Deutschsprachige Erstausstrahlung (D) | Regie           | Drehbuch        |
| ---------- | --------- | --------------- | --------------------------------------- | -------------------- | ------------------------------------- | --------------- | --------------- |
| -          | 1         | -               | Dallas Reunion: The Return to Southfork | 7. Nov. 2004         | nie ausgestrahlt                      | Michael Dempsey | Stephen Pouliot |